# 龔景
龔景，小說《三國演義》人物，東漢官員，官至青州太守。黃巾之亂時曾求援於劉焉。

## 演義記載
眾賊見程遠志被斬，皆倒戈而走。玄德揮軍追趕，投降者不計其數，大勝而回。劉焉親自迎接，賞勞軍士。次日，接得青州太守龔景牒文，言黃巾賊圍城將陷，乞賜救援。劉焉與玄德商議。玄德曰：「備願往救之。」劉焉令鄒靖將兵五千，同玄德、關、張，投青州來。賊眾見救軍至，分兵混戰。玄德兵寡不勝，退三十里下寨。玄德謂關、張曰：「賊眾我寡；必出奇兵，方可取勝。」乃分關公引一千軍伏山左，張飛引一千軍伏山右，鳴金為號，齊出接應。
次日，玄德與鄒靖引軍鼓噪而進。賊眾迎戰，玄德引軍便退。賊眾乘勢追趕，方過山嶺，玄德軍中一齊鳴金，左右兩軍齊出，玄德摩軍回身復殺。三路夾攻，賊眾大潰。直趕至青州城下，太守龔景亦率民兵出城助戰。賊勢大敗，剿戮極多，遂解青州之圍。

## 正史記載
並無此人的記載。但據《後漢書·黃瓊傳》附傳及嚴耕望《兩漢太守刺史表》的考証，此時的青州刺史是黃琬，而非龔景。